# Франц Антон (Хоенцолерн-Хайгерлох)
Франц Антон фон Хоенцолерн-Хайгерлох (на немски: Franz Anton von Hohenzollern-Haigerloch; * 2 декември 1657 в дворец Зигмаринген; † 14 октомври 1702 във Фридлинген) от швабската линия на Хоенцолерните е управляващ граф на Хоенцолерн-Хайгерлох (1681 – 1702).
Той е най-малкият син на княз Майнрад I фон Хоенцолерн-Зигмаринген (1605 – 1681) и съпругата му Анна Мария, фрайин фон Тьоринг (1613 – 1682), дъщеря на барон Фердинанд I фон Тьоринг-Зеефелд.
Заедно с по-големия си брат княз Максимилиан I фон Хоенцолерн-Зигмаринген (1636 – 1689) той постъпва на императорска австрийска служба. Той става фелдмаршал-лейтенант.
От 13 август 1689 г. той е опекун на племенника си Майнрад II фон Хоенцолерн-Зигмаринген.
Франц Антон фон Хоенцолерн-Хайгерлох е убит 1702 г. в битката при Фридлинген по време на Войната за испанското наследство. Племенникът му Майнрад II поучава територията на Хайгерлох.

## Фамилия
Франц Антон се жени на 5 февруари 1687 г. за Мария Анна Евсебия, графиня фон Кьонигсег-Аулендорф (* 1670; † 23 октомври 1716 в дворец Щетенфелс), дъщеря на граф Антон Евзебиус фон Кьонигсег-Аулендорф (1639 – 1692) и графиня Доротея Геновефа фон Турн († 1671). Те имат децата:
- Фердинанд Антон Леополд (1692 – 1750), граф на Хоенцолерн-Хайгерлох, каноник в Кьолн, Шпайер и Страсбург, 1733 г. премиер-министър на Курфюрство Кьолн
- Мария Анна (1694 – 1732)

∞ 1714 граф Лудвиг Ксавер Фугер фон Кирхберг-Вайсенхорн (1688 – 1746)
- Мария Франциска (1697 – 1767)

∞ 1720 граф Франц Хуго фон Кьонигсег-Ротенфелс (1698 – 1772)
- Франц Кристоф Антон (1699 – 1767), граф на Хоенцолерн-Хайгерлох, каноник в Кьолн и Страсбург, 1756 г. премиер-министър на Курфюрство Кьолн